# По течению реки
«По течению реки» (англ. Follow The River) — приключенческая драма 1995 года по одноимённой книге Джеймса Александра Тома.

## Сюжет
Индейцы напали на поселение и увели с собой пленных. За ними послали погоню. У одной из пленных женщин родилась девочка. Благодаря ей удалось установить нормальные связи между индейцами и бледнолицыми. Однако её мать решила бежать, оставив свою новорожденную дочь и сына индейцу, который решил воспитать из него воина.

## В ролях
| Актёр            | Роль          |
| ---------------- | ------------- |
| Эллен Бёрстин    | Гретель       |
| Шерил Ли         | Мэри          |
| Эрик Швейг       | Вайлдкэт      |
| Тим Джини        | Уилл          |
| Рени О’Коннор    | Бетти Дрейпер |
| Тайлер Нойз      | Томми         |
| Энди Сталь       | Анри Ленар    |
| Тони Амендола    | Лаплант       |
| Джимми Ф. Скэггс | Снейк Стик    |